# Церковь Святого Стефана (Измир)
Церковь Святого Стефана (арм. Սուրբ Ստեփանոս եկեղեցի, Сурб Степанос) — армянская церковь, основанная в XVI веке и перестроенная в 1853 году, расположенная в городе Смирна (ныне Измир, Турция). Самая большая армянская церковь города. Уничтожена во время резни в Смирне 1922 года вместе с армянским кварталом города. 

## История
Среди множества армянских учебных заведений и религиозных объектов Смирны церковь Святого Стефана отличалась своим архитектурным обликом и убранством. Первое известное упоминание храма относится к XVII веку, но датой основания церкви считается XVI век. Лапидарные надписи на мраморных камнях у главного входа позволяют понять, что церковь была сильно повреждена землетрясением 1688 года и перестроена годом позже. В 1845 году церковь Сурб Степанос сильно пострадала от вспыхнувшего в Смирне пожара, а в 1853 году вновь перестроена под руководством архитектора Мелкона Ерамяна.